# Campionato italiano femminile di hockey su ghiaccio 2004-2005
Nella stagione 2004-05, il Campionato italiano femminile di hockey su ghiaccio prevedeva la sola serie A.

## Serie A
Solo quattro le squadre al via: Eagles Ice Team Bolzano, Agordo Hockey, HC Lario Halloween e HC All Stars Piemonte. Un doppio girone di andata assegna il tricolore, senza che si disputino i play-off.

### Classifica finaleRegular Season
| Squadra   | Pt. | Vinte | Nulle | Perse | GF | GS |
| --------- | --- | ----- | ----- | ----- | -- | -- |
| Bolzano   | 20  | 10    | 0     | 2     | 52 | 17 |
| Agordo    | 14  | 7     | 0     | 5     | 54 | 26 |
| Piemonte  | 8   | 3     | 2     | 7     | 23 | 50 |
| Halloween | 6   | 2     | 2     | 8     | 17 | 52 |

Le Eagles Ice Team Bolzano vincono per la sesta volta il titolo italiano.